# Hanna Hatsko-Fedusova
Hanna Hatsko-Fedusova (Zaporiyia, 3 de octubre de 1990) es una atleta ucraniana especializada en el lanzamiento de jabalina.

## Carrera deportiva
Debutante en el plano deportivo en 2006, una de sus primeras apariciones a nivel internacional tuvo lugar tres años más tarde, en 2009, en el Campeonato Europeo de Atletismo Sub-20 de Novi Sad (Serbia), donde alcanzó la décima plaza tras un lanzamiento de 47,56 metros. En 2011, en su siguiente etapa, ahora en el Campeonato Europeo de Atletismo Sub-23 de Ostrava (República Checa), mejoraba su registro, siendo quinta con 55,58 metros de marca.
En 2012 participó en sus primeros Juegos Olímpicos, en Londres. Realizó su mejor marca en el primer intento, de 58,37 metros. Los otros dos fueron inferiores, de 56,02 y 55,94, respectivamente. No superó la fase clasificatoria, metro y medio por debajo de los 60,11 m. de corte marcado por la australiana Kathryn Mitchell.
En 2013, en el Campeonato Mundial de Atletismo de Moscú, no superaba la ronda clasificatoria, quedando novena en su serie, con 58,63 metros. Un año más tarde, en la Super Liga del Campeonato Europeo de Atletismo por Equipos, celebrado en Brunswick (Alemania), conseguiría una medalla de plata gracias a un lanzamiento de 63,01 metros. En la siguiente edición, en 2015, quedaba séptima, con 53,84 metros. Ese mismo año, en el Campeonato Mundial de Atletismo de Pekín, no superaba la ronda clasificatoria.
2016 comenzaba con el Campeonato Europeo de Atletismo de Ámsterdam, donde fue séptima en su serie (con 59,34 m.). Semanas más tarde, volvía a acudir a unos Juegos Olímpicos en los de Río de Janeiro 2016, donde no superaba la primera ronda, en la que fue undécima con 58,90 metros de lanzamiento.
En 2017, en la Super Liga del Campeonato Europeo de Atletismo por Equipos, en Lille (Francia), quedaba sexta gracias a un lanzamiento de 56,02 metros de distancia. Poco más tarde, en la cita del Campeonato Mundial de Atletismo era decimosexta en su serie, rebajando a 51,9 metros. En 2018, en el Campeonato Europeo de Atletismo de Berlín volvía a quedar eliminada en su ronda de clasificación, pese a mejorar ligeramente su registro, con 53,08.
En 2019, en los segundos Juegos Europeos, en Minsk (Bielorrusia), quedaba novena, con 58,46 metros. Meses más tarde, en Doha, en el Campeonato Mundial de Atletismo, quedaba decimotercera en la segunda serie clasificatoria, con 55,84 metros. En 2020, muchas competiciones fueron suspendidas o retrasadas por la pandemia de coronavirus.
En febrero de 2022, Rusia invadía Ucrania, forzando al exilio de muchos deportistas ucranianos para poder seguir compitiendo, al estar en pie de guerra el país. En verano de ese año, excluidos los deportistas rusos y bielorrusos, Hatsko participó en el Campeonato Europeo de Atletismo celebrado en Múnich, donde quedó séptima en su serie, marcando 57,39 metros de distancia.
Para 2023, en una nueva edición del Campeonato Europeo de Atletismo por Equipos, en el que Ucrania competía en la Segunda División, la atleta ucraniana terminaba novena en la categoría, con 54,49 metros.

## Resultados por competición

### Por temporada
| Representando a Ucrania | Representando a Ucrania                                        | Representando a Ucrania | Representando a Ucrania | Representando a Ucrania | Representando a Ucrania |
| ----------------------- | -------------------------------------------------------------- | ----------------------- | ----------------------- | ----------------------- | ----------------------- |
| Año                     | Competición                                                    | Lugar                   | Puesto                  | Marca (m.)              |                         |
| 2009                    | Campeonato Europeo de Atletismo Sub-20                         | Novi Sad                | 10.ª                    | 47,56                   |                         |
| 2011                    | Campeonato Europeo de Atletismo Sub-23                         | Ostrava                 | 5.ª                     | 55,58                   |                         |
| 2012                    | Juegos Olímpicos                                               | Londres                 | 11.ª (Q2)               | 58,37                   |                         |
| 2013                    | Campeonato Mundial de Atletismo                                | Moscú                   | 9.ª (Q1)                | 58,63                   |                         |
| 2014                    | Campeonato Europeo de Atletismo por Equipos - Super Liga       | Brunswick               | 2.ª                     | 63,01                   |                         |
| 2015                    | Campeonato Europeo de Atletismo por Equipos - Super Liga       | Cheboksary              | 7.ª                     | 53,84                   |                         |
| 2015                    | Campeonato Mundial de Atletismo                                | Pekín                   | 8.ª (Q1)                | 61,41                   |                         |
| 2016                    | Campeonato Europeo de Atletismo                                | Ámsterdam               | 7.ª (Q1)                | 59,34                   |                         |
| 2016                    | Juegos Olímpicos                                               | Río de Janeiro          | 11.ª (Q1)               | 58,90                   |                         |
| 2017                    | Campeonato Europeo de Atletismo por Equipos - Super Liga       | Lille                   | 6.ª                     | 56,02                   |                         |
| 2017                    | Campeonato Mundial de Atletismo                                | Londres                 | 16.ª (Q1)               | 51,90                   |                         |
| 2018                    | Campeonato Europeo de Atletismo                                | Berlín                  | 12.ª (Q1)               | 53,08                   |                         |
| 2019                    | Copa Europea de Lanzamiento                                    | Šamorín                 | 5.ª                     | 59,13                   |                         |
| 2019                    | Juegos Europeos                                                | Minsk                   | 9.ª                     | 58,46                   |                         |
| 2019                    | Campeonato Mundial de Atletismo                                | Doha                    | 13.ª (Q2)               | 55,84                   |                         |
| 2022                    | Campeonato Europeo de Atletismo                                | Múnich                  | 7.ª (Q1)                | 57,39                   |                         |
| 2023                    | Copa Europea de Lanzamiento                                    | Leiría                  | 5.ª                     | 58,67                   |                         |
| 2023                    | Campeonato Europeo de Atletismo por Equipos - Segunda División | Chorzów                 | 9.ª                     | 54,49                   |                         |
| 2023                    | Campeonato de los Balcanes                                     | Kraljevo                | 6.ª                     | 54,77                   |                         |

### Mejores marcas
| Disciplina              | Marca    | Lugar        | Fecha               |
| ----------------------- | -------- | ------------ | ------------------- |
| Lanzamiento de jabalina | 67,29 m. | Kropivnitski | 26 de julio de 2014 |